# Comuna Dorosîni, Rojîșce
Dorosîni (în ucraineană Доросині) este o comună în raionul Rojîșce, regiunea Volînia, Ucraina, formată din satele Dorosîni (reședința) și Kîiaj.

## Demografie
Componența lingvistică a satului Dorosîni
     Ucraineană (99,42%)
     Alte limbi (0,58%)
Conform recensământului din 2001, majoritatea populației satului Dorosîni era vorbitoare de ucraineană (99,42%), existând în minoritate și vorbitori de alte limbi.